# Svensktoppen 1999
Svensktoppen 1999 är en sammanställning av de femton mest populära melodierna på Svensktoppen under 1999.
Populärast var Farväl till släkt och vänner av Björn Afzelius som fick ihop 10 427 poäng under 30 veckor. Sången blev fortsatt populär på Svensktoppen 2000. Denna låt är med på CD:n Elsinore som kom att bli Björn Afzelius sista skiva och gavs ut postumt ett par månader efter hans död. Skivan spelades in i Björn Afzelius hem hösten 1998 när han redan var märkt av den lungcancer som tog hans liv i februari 1999.  
Populärast från Melodifestivalen samma år var vinnarbidraget Tusen och en natt som framförts av Wizex-sångerskan Charlotte Perrelli (då Nilsson). Tusen och en natt fick totalt 5902 poäng under 19 veckor och blev den tredje mest populära låten på listan.
Populäraste artisterna var Grönwalls, Vikingarna och Fernandoz som fick med två låtar var på årssammanfattningen.

## Årets Svensktoppsmelodier 1999
| Nr | Artist                             | Titel                         | Poäng | Antal veckor |
| -- | ---------------------------------- | ----------------------------- | ----- | ------------ |
| 1  | Björn Afzelius                     | Farväl till släkt och vänner  | 10427 | 30           |
| 2  | Grönwalls                          | Vem                           | 6627  | 26           |
| 3  | Charlotte Perrelli (då Nilsson)    | Tusen och en natt             | 5902  | 19           |
| 4  | Vikingarna                         | Våran lilla hemlighet         | 5630  | 18           |
| 5  | Vikingarna                         | Kan man älska nå'n på avstånd | 4483  | 16           |
| 6  | Joyride                            | Godmorgon världen             | 4289  | 15           |
| 7  | Grönwalls                          | I varje andetag               | 4259  | 19           |
| 8  | Danne Stråhed                      | La'de'leva                    | 4018  | 16           |
| 9  | Fernandoz                          | Guld och gröna skogar         | 3838  | 14           |
| 10 | Fernandoz                          | En dag den sommaren           | 3681  | 14           |
| 11 | Kellys                             | Hem igen                      | 3220  | 13           |
| 12 | Streaplers                         | Tusen skäl för att stanna     | 3105  | 13           |
| 13 | Lasse Stefanz & Christina Lindberg | Över en kopp i vår berså      | 2902  | 12           |
| 14 | Roland Cedermark                   | Nu är det lördag igen         | 2732  | 14           |
| 15 | Curt Haagers                       | Du är det käraste             | 2561  | 9            |